# Regional Leaders’ Summit
Der Regional Leaders’ Summit, kurz RLS (übersetzt: Konferenz der Regierungschefs), wird oftmals auch als „Allianz der Power-Regionen“ bezeichnet und ist ein Forum, das sieben wirtschaftsstarke Regionen Bayern (Bundesrepublik Deutschland), Georgia (Vereinigte Staaten von Amerika), Oberösterreich (Republik Österreich), Québec (Kanada), São Paulo (Föderative Republik Brasilien), Shandong (Volksrepublik China) und Westkap (Republik Südafrika) in fünf Kontinenten umfasst. In diesem Forum wird unter anderem über Perspektiven und Strategien für eine nachhaltige Welt unter dem Leitthema „Politik für Generationen“ beraten. Gesamt leben in diesen Regionen insgesamt 187 Millionen Menschen, die ein Bruttoinlandsprodukt von knapp 3500 Milliarden US-Dollar repräsentieren. Mit 2,4 % der Weltbevölkerung erwirtschaften die „Power Regionen“ 4 % der globalen Wirtschaftsleistung.

## Die 7 Power-Regionen

Bayern
Quebec
Georgia
São Paulo
Shandong
Oberösterreich
Westkap

## Netzwerke
In den letzten Jahrzehnten wurden föderierte Staaten und Regionen zunehmend durch eine wachsende Anzahl internationaler Probleme herausgefordert. In diesem Zusammenhang entstand der „Regional Leaders' Summit“ (RLS), eine Gruppe von sieben Regionalregierungen auf fünf Kontinenten, aus dem Wunsch heraus, ein privilegiertes Netzwerk für den Austausch von Fachwissen in mehreren Schlüsselbereichen aufzubauen. Ziel des „Regional Leaders' Summit“ ist der Austausch von Strategien und das Zusammenarbeiten in ausgewählten Themenbereichen für eine nachhaltige Welt. Seit nunmehr fast zwei Jahrzehnten besuchen die Regierungschefs der Powerregionen dieses alle zwei Jahre stattfindende Treffen, die abwechselnd in jeder Mitgliedsregion stattfinden. Diese Zusammenkünfte regen zu Diskussionen über gemeinsame Themen sowie zum Austausch von Analysen und Richtlinien an. Sie zielen auch darauf ab, multilaterale  Partnerschaften zu etablieren, die ihren jeweiligen Bürgern zugutekommen. Vor diesem Hintergrund werden die Ergebnisse der auf jeder Konferenz erörterten Diskussionen und Kooperationsprojekte in einer gemeinsamen Abschlusserklärung festgehalten, in der die verschiedenen Maßnahmen und Ambitionen aufgeführt sind und die Unterzeichnerregierungen anstreben sollten.

## Entstehung und Erweiterung
1999 entstand dieses Netzwerk aus einer Reihe von Gesprächen zum Thema „Dein Partner ist auch mein Partner“ zwischen Bayern, Shandong und Québec.
Die Gründung erfolgte schließlich 2002, wobei die Gründungsmitglieder Bayern, Oberösterreich, Quebec, Shandong und das Westkap waren.
Die erste Erweiterung erfolgte 2006: Sao Paulo wurde im Rahmen der Konferenz der Regierungschefs am 12. Juli 2006 aufgenommen. Damals fand die Konferenz in Linz, Oberösterreich statt.
Eine abermalige Erweiterung erfolgte 2008, wo im Rahmen der vierten Regierungschefkonferenz der Partnerregionen am 7. August in Jinan der US-Bundesstaat Georgia aufgenommen wurde. Politik, Wirtschaft und Gesellschaft brauchen eine langfristige Orientierung, in welche Richtung sich die Regionen, Staaten und die Welt entwickeln sollen. Eine Nachhaltige Entwicklung ist der Weg in das 21. Jahrhundert. Die Lebenschancen der heutigen sowie der zukünftigen Generationen zu erhalten, bildet den Kern dieses Netzwerkes. Nachhaltige Entwicklung heißt auch, mit Visionen, Phantasie und Kreativität die Zukunft zu gestalten, dabei Neues zu wagen und unbekannte Wege zu erkunden. In einem schöpferischen Dialog geht es darum, wie die Menschen in Zukunft leben werden und wie sie auf die Herausforderungen der globalisierten Welt in Politik, Wirtschaft und Gesellschaft antworten.

## Bisherige Konferenzen
Die Regierungschefs der Regionen sind seit 2002 neun Mal im Rahmen multilateraler Gipfeltreffen zusammengekommen. Der neunte Gipfel fand auf Einladung des Premierministers von Québec, Philippe Couillard, vom 17. bis 18. Mai 2018 in Québec, Kanada, statt.
Der 10. Gipfel soll 2021 in Linz, Oberösterreich stattfinden.[veraltet]
Der bayerische Ministerpräsident Edmund Stoiber war Gastgeber des ersten Regional Leaders’ Summit vom 30. bis 31. Januar 2002 in München, Deutschland, mit dem Hauptthema „Politik für Generationen“.
Das zweite Gipfeltreffen mit den Hauptthemen „Jugend“ und „Technologische Innovation“ fand auf Einladung des Premierministers von Québec, Jean Charest, vom 9. bis zum 10. Dezember 2004 in Québec, Kanada, statt.
Der dritte Regional Leaders’ Summit fand auf Einladung von Josef Pühringer, Landeshauptmann von Oberösterreich, vom 11. bis 12. Juli 2006 in Linz, Österreich, statt. Unter dem Titel „Eine nachhaltige Zukunft in gemeinsamer Verantwortung“ wurden die Themen „Erneuerbare Energie und Energieeffizienz“ sowie „Bildung und Jugend“ diskutiert. Der brasilianische Bundesstaat São Paulo nahm damals zum ersten Mal an diesem Gipfel teil.
Auf Einladung des Gouverneurs der Provinz Shandong, Jiang Daming, fand am 6. und 7. August 2008 in Jinan, China, das vierte Treffen statt. Themen des vierten Gipfels waren unter anderem „Ressourceneffiziente Gesellschaft (Energie- und Klimapolitik)“ und „Öffentliche Gesundheitsfürsorge und -versorgung“. Bei diesem Gipfel war der US-Bundesstaat Georgia zum ersten Mal als Partnerregion vertreten.
Auf Einladung der Premierministerin des Westkaps, Helen Zille, fand der fünfte Regional Leaders’ Summit vom 27. bis zum 29. September 2010 in Kapstadt, Südafrika, statt. Themen dieses Gipfels waren „Integrierter Verkehr“ und „Ernährungssicherheit“.
Das sechste Gipfeltreffen der Regionalleiter fand am 11. und 12. April 2012 in São Paulo, Brasilien, auf Einladung der Regierung des Bundesstaates São Paulo statt. Das Hauptdiskussionsthema war „Nachhaltige Energie und Entwicklung“.
Für den siebten Regional Leaders’ Summit lud der Gouverneur des Bundesstaates Georgia die Partnerregionen vom 2. bis zum 3. Juni 2014 nach Atlanta, USA, ein. Die Schwerpunkte dieses Gipfeltreffens waren „Globale Veränderungen in den logistischen Versorgungsketten“ und „Nutzung sportlicher Großereignisse für die wirtschaftliche Entwicklung“.
Das achte Treffen fand auf Einladung des bayerischen Ministerpräsidenten Horst Seehofer am 14. und 15. Juli 2016 in München statt. Das Thema des Gipfels lautete „Digitalisierung und Innovation“ und beinhaltete zum ersten Mal Präsentationen von Projekten der RLS-Science vor der politischen Konferenz. Dieser Gipfel markierte auch den Beginn der „zweiten Gipfelrunde“, zu der alle Regionen eingeladen waren.

## RLS-Sciences
RLS-Sciences versucht die Zusammensetzung und die Stärken des RLS-Netzwerks zu nutzen, um die wissenschaftliche Forschung innerhalb und zwischen den RLS-Regionen zu unterstützen. Das Netzwerk arbeitet daran, akademischen, wissenschaftlichen und technologischen Austausch und die Initiierung multilateraler Forschungsprojekte zu fördern und zu unterstützen. Bestehend aus seinem wissenschaftlichen Netzwerk, seiner Führungs- und Managementstruktur, seinem Pilotprojekt, dem Energienetzwerk (ab 2013) und drei weiteren multilateralen Forschungsprojekten: Digitalisierung, Luftfahrt, Energieversorgung und Kleinsatelliten.
RLS-Sciences wurde 2016 gestartet und baut auf der Struktur auf, die 2012 über das RLS-Energy Network eingerichtet wurde.